# Гарсель-Секвіль
Гарсе́ль-Секві́ль, Ґарсель-Секвіль (фр. Garcelles-Secqueville) — колишній муніципалітет у Франції, у регіоні Нормандія, департамент Кальвадос. Населення — 766 осіб (2011).
Муніципалітет був розташований на відстані близько 195 км на захід від Парижа, 12 км на південний схід від Кана.

## Історія
До 2015 року муніципалітет перебував у складі регіону Нижня Нормандія. Від 1 січня 2016 року належав до нового об'єднаного регіону Нормандія.
1 січня 2019 року Гарсель-Секвіль і Сент-Еньян-де-Краменій було об'єднано в новий муніципалітет Ле-Кастеле.

## Демографія
Динаміка населення (Insee ):
Розподіл населення за віком та статтю (2006):
| Стать | Всього | До 15 років | 15-24 | 25-44 | 45-64 | 65-85 | Понад 85 |
| --- | ------ | ----------- | ----- | ----- | ----- | ----- | -------- |
| Чоловіки | 373    | 77          | 54    | 112   | 102   | 28    | 0        |
| Жінки | 331    | 69          | 37    | 103   | 94    | 24    | 4        |
| \| Статево-вікова піраміда \| Статево-вікова піраміда \| Статево-вікова піраміда \| \| ----------------------- \| ----------------------- \| ----------------------- \| \| Чоловіки \| Вік \| Жінки \| \| 0 \| 85 + \| 4 \| \| 0 \| 80-84 \| 0 \| \| 8 \| 75-79 \| 0 \| \| 8 \| 70-74 \| 8 \| \| 12 \| 65-69 \| 16 \| \| 16 \| 60-64 \| 12 \| \| 16 \| 55-59 \| 12 \| \| 33 \| 50-54 \| 41 \| \| 37 \| 45-49 \| 29 \| \| 25 \| 40-44 \| 25 \| \| 25 \| 35-39 \| 12 \| \| 29 \| 30-34 \| 37 \| \| 33 \| 25-29 \| 29 \| \| 25 \| 20-24 \| 25 \| \| 29 \| 15-20 \| 12 \| \| 16 \| 10-14 \| 20 \| \| 41 \| 5-9 \| 8 \| \| 20 \| 0-4 \| 41 \| |        |             |       |       |       |       |          |
| Статево-вікова піраміда |        |             |       |       |       |       |          |
| Чоловіки | Вік    | Жінки       |       |       |       |       |          |
| 0 | 85 +   | 4           |       |       |       |       |          |
| 0 | 80-84  | 0           |       |       |       |       |          |
| 8 | 75-79  | 0           |       |       |       |       |          |
| 8 | 70-74  | 8           |       |       |       |       |          |
| 12 | 65-69  | 16          |       |       |       |       |          |
| 16 | 60-64  | 12          |       |       |       |       |          |
| 16 | 55-59  | 12          |       |       |       |       |          |
| 33 | 50-54  | 41          |       |       |       |       |          |
| 37 | 45-49  | 29          |       |       |       |       |          |
| 25 | 40-44  | 25          |       |       |       |       |          |
| 25 | 35-39  | 12          |       |       |       |       |          |
| 29 | 30-34  | 37          |       |       |       |       |          |
| 33 | 25-29  | 29          |       |       |       |       |          |
| 25 | 20-24  | 25          |       |       |       |       |          |
| 29 | 15-20  | 12          |       |       |       |       |          |
| 16 | 10-14  | 20          |       |       |       |       |          |
| 41 | 5-9    | 8           |       |       |       |       |          |
| 20 | 0-4    | 41          |       |       |       |       |          |

## Економіка
2010 року серед 506 осіб працездатного віку (15—64 років) 403 були активними, 103 — неактивними (показник активності 79,6%, у 1999 році було 74,7%). З 403 активних мешканців працювало 376 осіб (200 чоловіків та 176 жінок), безробітними було 27 (16 чоловіків та 11 жінок). Серед 103 неактивних 43 особи були учнями чи студентами, 39 — пенсіонерами, 21 була неактивною з інших причин.

У 2010 році в муніципалітеті числилось 263 оподатковані домогосподарства, у яких проживали 791,0 особи, медіана доходів виносила 21 005 євро на одного особоспоживача